# ミュルミドーン
ミュルミドーン（古希: Μυρμιδών, Myrmidōn）は、ギリシア神話の人物である。長音を省略してミュルミドンとも表記される。テッサリアー地方のプティーアーの王で、大神ゼウスとクレイトールあるいは河神アケローオスの娘エウリュメドゥーサの息子。アイオロスの娘ペイシディケーとの間にアンティポス、アクトールをもうけた。またエリュシクトーン、娘エウポレメイア、ヒスキュラの父であるとも言われる。

## 神話
神学者アレクサンドリアのクレメンスによると、ゼウスは蟻（ミュルメクス）の姿になってエウリュメドゥーサと交わり、ミュルミドーンをもうけた。そのためテッサリアー地方の人々は蟻を崇拝すると述べている。
子供たちのうち、エリュシクトーンはデーメーテールに対して不敬であったために女神の怒りを買い、飽くなき食欲を送られた。アクトールはメノイティオス、エウリュティオーンの父（あるいはエウリュティオーンの祖父）となった。エウポレミアーはヘルメースに愛されてアイタリデースを生んだ。ヒスキュラはトリオプスとの間にポルバース、あるいはエリュシクトーン、イーピメデイアを生んだ。